# Lista över avsnitt av Dirty Sexy Money
Avsnittsguide för den amerikanska dramaserien Dirty Sexy Money, som ursprungligen sändes 2007-2009 i ABC.

## Säsonger
| Säsong | Säsong | Avsnitt | Säsongsstart      | Säsongssavslutning | Utgivningsdatum på DVD | Utgivningsdatum på DVD |
| Säsong | Säsong | Avsnitt | Säsongsstart      | Säsongssavslutning | Region 1               | Region 2               |
| ------ | ------ | ------- | ----------------- | ------------------ | ---------------------- | ---------------------- |
|        | 1      | 10      | 26 september 2007 | 5 december 2007    | 16 september 2008      | 20 oktober 2008        |
|        | 2      | 13      | 1 oktober 2008    | 18 augusti 2009    | 18 augusti 2009        | 28 oktober 2009        |

### Säsong 1: 2007
| Nr | Titel                | Regissör         | Författare                      | Sändes i USA      | Sändes i Sverige |
| --- | -------------------- | ---------------- | ------------------------------- | ----------------- | ---------------- |
| 1 - 101 | "Pilot"              | Peter Horton     | Craig Wright                    | 26 september 2007 | 10 april 2008    |
| Advokaten Nick blir övertalad av miljonären Tripp Darling att ta över familjens juristbyrå efter att hans far, som arbetade för honom omkommer i en olycka. I familjen får han möta deras fem söner som Tripp och hans fru Letitia har uppfostrat och hjälpa dem med olika problem som de har. Nick försöker även ta reda på vad som hände med hans far. |                      |                  |                                 |                   |                  |
| 2 - 102 | "The Lions"          | Michael Grossman | Craig Wright                    | 3 oktober 2007    | 17 april 2008    |
| Nick fortsätter att reda på vad som hände med sin far. Han tar hjälp av Norman Exley, som jobbar som mekaniker för familjen Darling. Juliet vägrar att delta i en familjporträtt på grund av lejonerna som familjen har. Tripp försöker övertala sin son Patrick att ställa upp i senatorvalet, som samtidigt har ett förhållande med den transsexuella Carmelita. Jeremy börjar ett förhållande med Natalie, utan att Juliet vet om det. Brian kommer till kontoret för att lämna över deras adopterade son, Brian Jr. över till Nick. |                      |                  |                                 |                   |                  |
| 3 - 103 | "The Italian Banker" | Michael Grossman | Josh Reims & Tad Quill          | 10 oktober 2007   | 24 april 2008    |
| Familjen Darling utsätts för utpressing när en man påstår att en av sönerna i familjen Darling medverkar i ett sexfilm. Patrick bestämmer sig för att göra slut med Carmelita. Brians fru upptäcker att deras "svensk-adopterad son" kan tala engelska. Jeremy försöker hindra hennes syster Juliet från att veta att han har ett förhållande med Natalie, som slutar med att ett slagsmål bryter ut. |                      |                  |                                 |                   |                  |
| 4 - 104 | "The Chiavennasca"   | Michael Lange    | Diane Ruggerio & Chris Landon   | 17 oktober 2007   | 1 maj 2008       |
| Nick och Lisa åker till Italien för att träffa en man som kände hans far. Två objudna gäster, Karen och Freddy följer med. Letitia berättar en hemlighet för Tripp. Juliet får reda på att Jeremy dejtat Natalie igen. Brian Jr. får problem med en mobbare. |                      |                  |                                 |                   |                  |
| 5 - 105 | "The Bridge"         | James Frawley    | Peter Elkoff & Jessica Brickman | 24 oktober 2007   | 8 maj 2008       |
| Nick får möta miljonären Simon Elder. Jeremy och Juliet försöker övertala varandra med sina födelsedagsfester. Brian Jr. avslöjar för Mei Ling att prästen Brian Sr. hade en karleksaffär med en annan tjej. Karen försöker övertala Patrick att ge hennes pojkvän Freddie ett medlemskap på en golfklubb. |                      |                  |                                 |                   |                  |
| 6 - 106 | "The Game"           | David Petrarca   | Craig Wright & Yahlin Chang     | 31 oktober 2007   | 15 maj 2008      |
| Tripp anordnar ett pokerspel, där Tripps fiende, Simon är med. Karen får problem när hon inte kan gifta sig med Freddie på grund av att hennes tredje före detta make aldrig skrev på skiljningspapprerna. Jeremy har börjat jobba för sin far och blir parkeringsförare. |                      |                  |                                 |                   |                  |
| 7 - 107 | "The Wedding"        | Jamie Babbit     | Peter Elkoff & Jake Coburn      | 14 november 2007  | 22 maj 2008      |
| Karen är osäker om hon vill vara med Freddy inför bröllopet. Brian får besök av kvinnan som lämnade sonen hos honom. När Karen och Freddy gifter sig bestämmer hon sig för att lämna honom bara några minuter efter ceremonin. Karen ber Nick att fixa en skilssmässa åt henne, vilket leder till att Freddy skriva en check på tre miljoner dollar. Natalie ber hennes ovän, Juliet att bli vänner igen. |                      |                  |                                 |                   |                  |
| 8 - 108 | "The Country House"  | Michael Schultz  | Nancy Won & Josh Reims          | 21 november 2007  | 29 maj 2008      |
| Thanksgiving är här och Nick vill tillbringa med sin familj, men Tripp vill att han ska anordna ett möte med Simon för att diskutera om Tripps son, Patrick. Karen får hjälp av Letitia att komma närmare Nick. Brian vill ha vårdnaden om deras son och kämpar för att få honom. Jeremy går på dejt med hans nya flickvän, Sofia. |                      |                  |                                 |                   |                  |
| 9 - 109 | "The Watch"          | Andrew Bernstein | Liz Tigelaar & Yahlin Chang     | 28 november 2007  |                  |
| 10 - 110 | "The Nutcracker"     | Tony Goldwyn     | Jill Soloway & Craig Wright     | 5 december 2007   |                  |

### Säsong 2: 2008-2009
| Nr       | Titel                    | Regissör         | Författare                           | Sändes i USA                                                         |
| -------- | ------------------------ | ---------------- | ------------------------------------ | -------------------------------------------------------------------- |
| 11 - 201 | "The Birthday Present"   | Jeff Melman      | Craig Wright & Jon Harmon Feldman    | 1 oktober 2008                                                       |
| 12 - 202 | "The Family Lawyer"      | Andrew Bernstein | Craig Huston                         | 8 oktober 2008                                                       |
| 13 - 203 | "The Star Witness"       | Robert Berlinger | Yahlin Chang                         | 22 oktober 2008                                                      |
| 14 - 204 | "The Silence"            | Robert Berlinger | Jake Coburn                          | 29 oktober 2008                                                      |
| 15 - 205 | "The Verdict"            | Andrew Bernstein | Craig Wright & Jon Harmon Feldman    | 5 november 2008                                                      |
| 16 - 206 | "The Injured Party"      | Dean White       | Paul Redford & Sallie Patrick        | 19 november 2008                                                     |
| 17 - 207 | "The Facts"              | Matthew Gross    | Bill Chais & Jake Coburn             | 18 juli 2009 26 april 2009 (Storbritannien) 28 maj 2009 (Hong Kong)  |
| 18 - 208 | "The Summer House"       | Jamie Babbit     | Bill Chais                           | 3 december 2008                                                      |
| 19 - 209 | "The Plan"               | Michael Schultz  | Yahlin Chang                         | 10 december 2008                                                     |
| 20 - 210 | "The Organ Donor"        | Michael Grossman | Sallie Patrick                       | 17 december 2008                                                     |
| 21 - 211 | "The Convertible"        | Peter O'Fallon   | Jon Harmon Feldman & Emily Whitesell | 25 juli 2009 17 maj 2009 (Storbritannien) 4 juni 2009 (Hong Kong)    |
| 22 - 212 | "The Unexpected Arrival" | Michael Watkins  | Paul Redford                         | 1 augusti 2009 24 maj 2009 (Storbritannien) 11 juni 2009 (Hong Kong) |
| 23 - 213 | "The Bad Guy"            | Bob Berlinger    | Craig Wright                         | 8 augusti 2009 31 maj 2009 (Storbritannien) 18 juni 2009 (Hong Kong) |

### Fotnoter
1. ↑  ”Dirty Sexy Money” (på engelska). TV.Com. Arkiverad från originalet den 2 januari 2017. https://web.archive.org/web/20170102033738/http://www.tv.com/shows/dirty-sexy-money/. Läst 26 januari 2017.